# Dan Craven
Dan Craven (Otjiwarongo, 1 de fevereiro de 1983) é um ciclista namibiano, membro da equipe francesa de categoria UCI ProTeam, Team Europcar.
Craven representou a Namíbia nos Jogos Olímpicos de 2012, em Londres, no individual.